# Comuna Berezova Balka, Vilșanka
Berezova Balka (în ucraineană Березова Балка) este o comună în raionul Vilșanka, regiunea Kirovohrad, Ucraina, formată din satele Berezova Balka (reședința) și Vladîslavka.

## Demografie
Componența lingvistică a comunei Berezova Balka
     Ucraineană (95,48%)
     Rusă (3,69%)
     Alte limbi (0,84%)
Conform recensământului din 2001, majoritatea populației comunei Berezova Balka era vorbitoare de ucraineană (95,48%), existând în minoritate și vorbitori de rusă (3,69%).